# Leszek Wodzyński

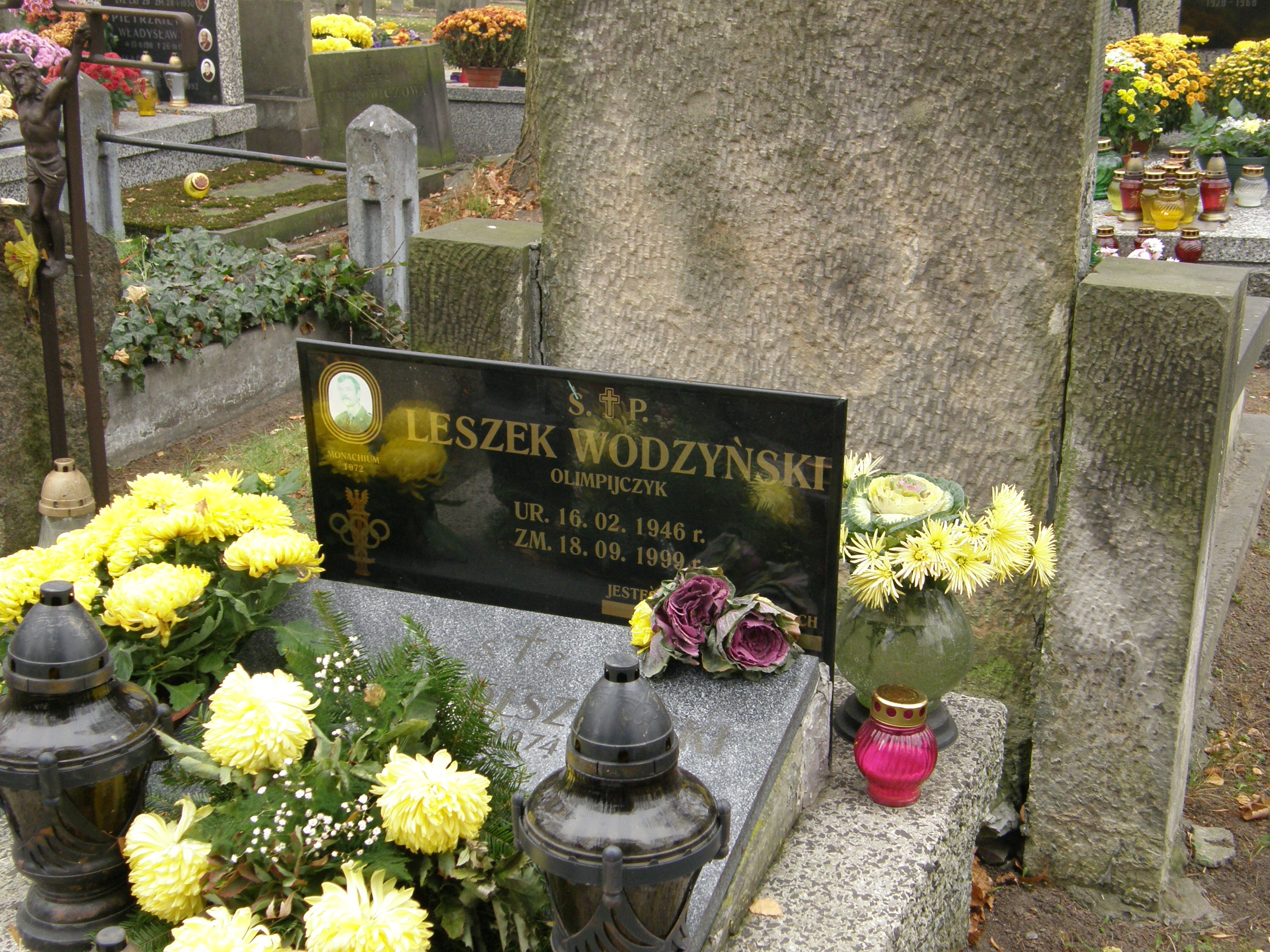
Grób Leszka Wodzyńskiego na wojskowych Powązkach

Leszek Wodzyński (ur. 16 lutego 1946 we Włochach pod Warszawą, zm. 18 września 1999 w Warszawie) – polski lekkoatleta specjalizujący się w biegach płotkarskich. 
W reprezentacji Polski zadebiutował we wrześniu 1964 odpadając w pierwszej rundzie europejskich igrzyskach juniorów. Bez powodzenia startował w europejskich igrzyskach halowych rozegranych w 1967 oraz 1969 roku. Piąty płotkarz mistrzostw Europy w Helsinkach (1971).Podczas igrzysk olimpijskich w Monachium (1972) dotarł do finału, w którym zajął 6. miejsce. W kolejnych dwóch latach zajmował wysokie pozycje w halowych mistrzostwach Europy. We wrześniu 1974 roku zdobył brązowy medal mistrzostw Europy. Zimą 1975 roku został w Katowicach halowym mistrzem Europy. 
Pięciokrotnie poprawiał rekord Polski w biegu na 110 metrów przez płotki doprowadzjac go w roku 1972 do poziomu 13,72. Dwukrotnie notowany w rankingu Track & Field News: 7. w 1972 i 4. w 1974. Pełnił funkcję przewodniczącego samorządu zawodniczego w Polskim Związku Lekkiej Atletyki
Wielokrotny medalista mistrzostw Polski – zdobył osiem medali w biegu na 110 metrów przez płotki, w tym cztery złote (Warszawa 1972, Warszawa 1973, Bydgoszcz 1975, Bydgoszcz 1976). 
Po zakończeniu kariery był pracownikiem biurowym w sekcji lekkoatletycznej Legii. Pochowany na Cmentarzu Wojskowym na Powązkach w Warszawie (kwatera:B15
rząd:4, grób:17).
Jego brat Mirosław także uprawiał biegi przez płotki, w 1974 roku został wicemistrzem Europy. 
Rekordy życiowe: bieg na 110 metrów przez płotki – 13,64 (18 lipca 1974, Warszawa)/13,3 (pomiar ręczny, 29 czerwca 1974, Warszawa. 7 września 1974 roku podczas mistrzostw Europy w Rzymie uzyskał wynik 13,61, jednak podczas tego biegu wiał sprzyjający płotkarzom wiatr o prędkości +2,4 m/s (aby wynik mógł być uznany za oficjalny wiatr nie może przekraczać +2,0 m/s). 

## Osiągnięcia
| Rok  | Impreza                       | Miejsce   | Konkurencja                     | Pozycja    | Wynik |
| ---- | ----------------------------- | --------- | ------------------------------- | ---------- | ----- |
| 1964 | Europejskie igrzyska juniorów | Warszawa  | bieg na 110 metrów przez płotki | el. –      | 15,2  |
| 1965 | Półfinał pucharu Europy       | Rzym      | bieg na 110 metrów przez płotki | 4. miejsce | 14,8  |
| 1967 | Europejskie igrzyska halowe   | Praga     | bieg na 50 metrów przez płotki  | półfinał   | 6,8   |
| 1969 | Europejskie igrzyska halowe   | Belgrad   | bieg na 50 metrów przez płotki  | el. –      | 7,1   |
| 1970 | Halowe mistrzostwa Europy     | Wiedeń    | bieg na 60 metrów przez płotki  | półfinał   | 8,1   |
| 1971 | Mistrzostwa Europy            | Helsinki  | bieg na 110 metrów przez płotki | 5. miejsce | 14,37 |
| 1972 | Igrzyska olimpijskie          | Monachium | bieg na 110 metrów przez płotki | 6. miejsce | 13,72 |
| 1973 | Halowe mistrzostwa Europy     | Rotterdam | bieg na 60 metrów przez płotki  | 5. miejsce | 7,83  |
| 1974 | Halowe mistrzostwa Europy     | Göteborg  | bieg na 60 metrów przez płotki  | 4. miejsce | 7,94  |
| 1974 | Mistrzostwa Europy            | Rzym      | bieg na 110 metrów przez płotki | 3. miejsce | 13,71 |
| 1975 | Halowe mistrzostwa Europy     | Katowice  | bieg na 60 metrów przez płotki  | 1. miejsce | 7,69  |
| 1975 | Półfinał pucharu Europy       | Londyn    | bieg na 110 metrów przez płotki | 6. miejsce | 21,60 |